# Noda Yoshihiko
Noda Yoshihiko (Nhật: 野田 佳彥 (Dã Điền Giai Ngạn) sinh 20 tháng 5 năm 1957) là một chính trị gia người Nhật Bản. Ông hiện là Thành viên Chúng Nghị viện, lãnh đạo Đảng Dân chủ Lập hiến, đảng phái chính trị đối lập lớn nhất Nhật Bản hiện tại. Trước đó, ông từng là Thủ tướng Nhật Bản, thuộc Đảng Dân chủ từ năm 2011 đến khi bị Abe Shinzō đánh bại trong cuộc tổng tuyển cử năm 2012.

## Tiểu sử
Noda Yoshihiko xuất thân từ thành phố Funabashi, tỉnh Chiba, trong một gia đình mà cha là sĩ quan Lực lượng Phòng vệ Nhật Bản. Ông nội và ông ngoại đều vốn là nông dân.
Năm 1980, Noda tốt nghiệp Khoa Kinh tế và Chính trị của Đại học Waseda ở Tokyo. Sau đó vào học khóa 1 của Học viện Quản lý Matsushita.
Năm 1987, ông ứng cử vào hội đồng tỉnh Chiba với tư cách ứng cử viên tự do và đắc cử. Năm 1992, ông tái đắc cử, vẫn với tư cách ứng viên tự do.
Năm 1993, ông ứng cử vào Hạ viện Nhật Bản với tư cách là đảng viên Tân Đảng Nhật Bản và trúng cử.
Năm 1996, ông tiếp tục ứng cử với tư cách đảng viên đảng Tân tiến (Nhật Bản), nhưng thất bại.
Năm 2000, ông tiếp tục ứng cử với tư cách đảng viên đảng Dân chủ (Nhật Bản) và trúng cử.
Năm 2002, ông ứng cử vị trí Chủ tịch Đảng Dân chủ, nhưng thất bại. Ông được bầu làm trưởng ban chính sách quốc hội của đảng này và giữ cương vị này đến năm 2006.
Các năm 2003, 2005, và 2009, ông tiếp tục ứng cử vào hạ viện với tư cách đảng viên Đảng Dân chủ và đều trúng cử.
Năm 2007, ông trở thành trưởng ban quan hệ công cộng của Đảng Dân chủ.
Năm 2009, ông trở thành Thứ trưởng thứ nhất Bộ Tài chính trong nội các của Hatoyama Yukio.
Năm 2010, ông trở thành Bộ trưởng Bộ Tài chính trong nội các của Kan Naoto.
Tháng 8 năm 2011, ông được bầu làm Chủ tịch Đảng Dân chủ Nhật Bản. Điều này đồng nghĩa với việc ông sẽ làm Thủ tướng Nhật Bản.
Ngày 02 tháng 9 năm 2011, ông chính thức nhậm chức Thủ tướng Nhật Bản và lập Nội các Noda.

## Lập trường chính trị - kinh tế
Ông từng bị Phó Thủ tướng kiêm Ngoại trưởng Trung Quốc là Đường Gia Triền phê phán vì lập trường về Okinotorishima.
Noda Yoshihiko từng phê phán Koizumi Junichiro liên quan đến vấn đề tội phạm chiến tranh. Trong thư gửi Koizumi, Noda khẳng định rằng mình không coi các tội phạm chiến tranh hạng A thực sự là tội phạm chiến tranh.
Noda chủ trương ban hành các luật về an ninh quốc gia và luật về tình trạng khẩn cấp.
Khi tham gia nội các của Hatoyama, Noda phản đối chủ trương cho người Nhật gốc nước ngoài tham gia chính trường Nhật Bản.
Noda theo phái chủ trương kiện toàn tài chính bằng tăng thuế.

## Hình ảnh

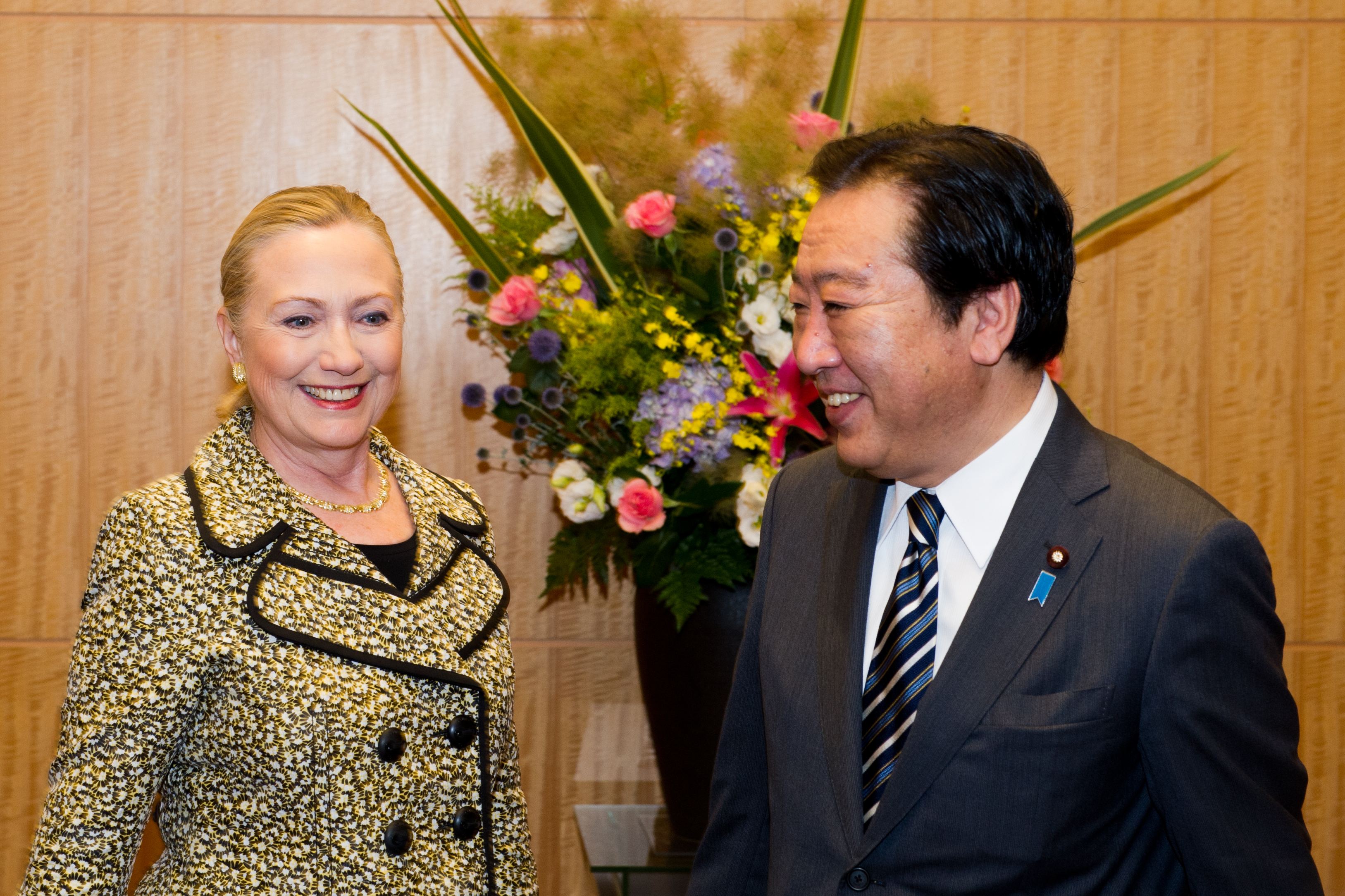
Noda và Hillary Clinton tại Tokyo, 8 tháng 7 năm 2012.
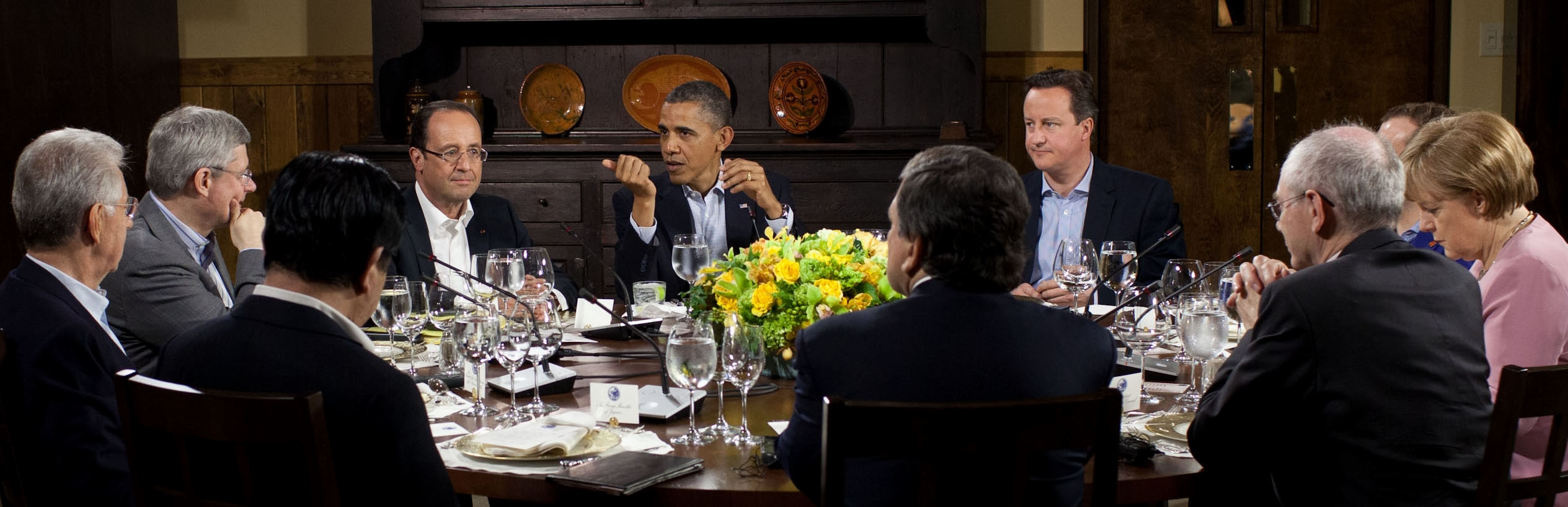
Noda và lãnh đạo thế giới tại Tokyo năm 2012.
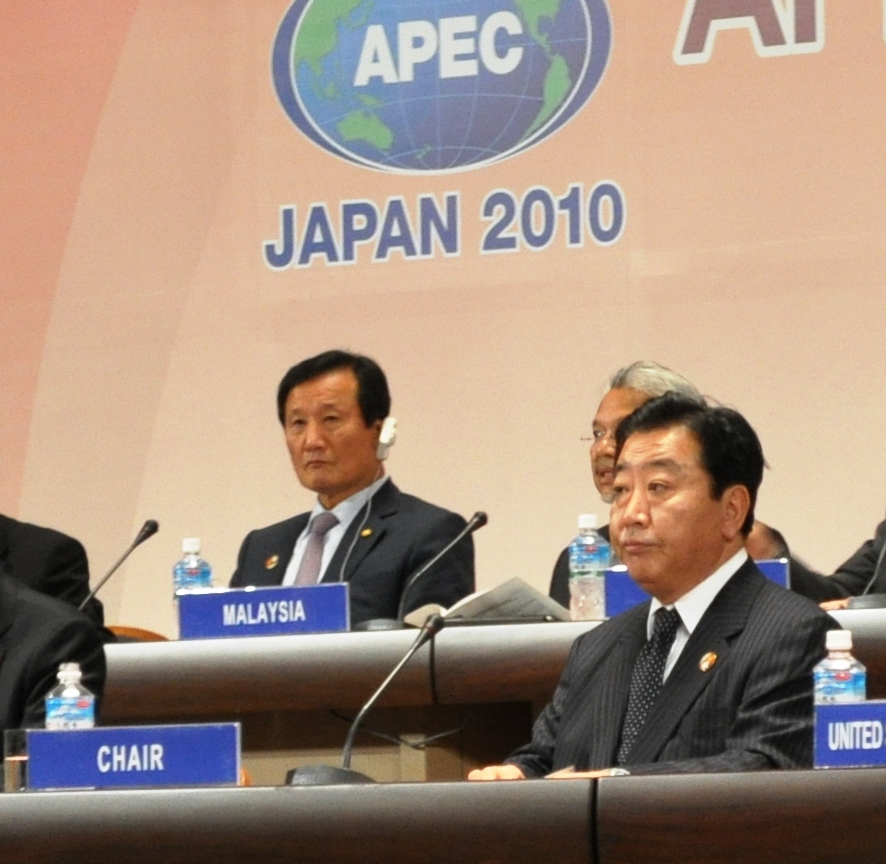
Noda tại Hội nghị G20 ở Nhật Bản năm 2010.
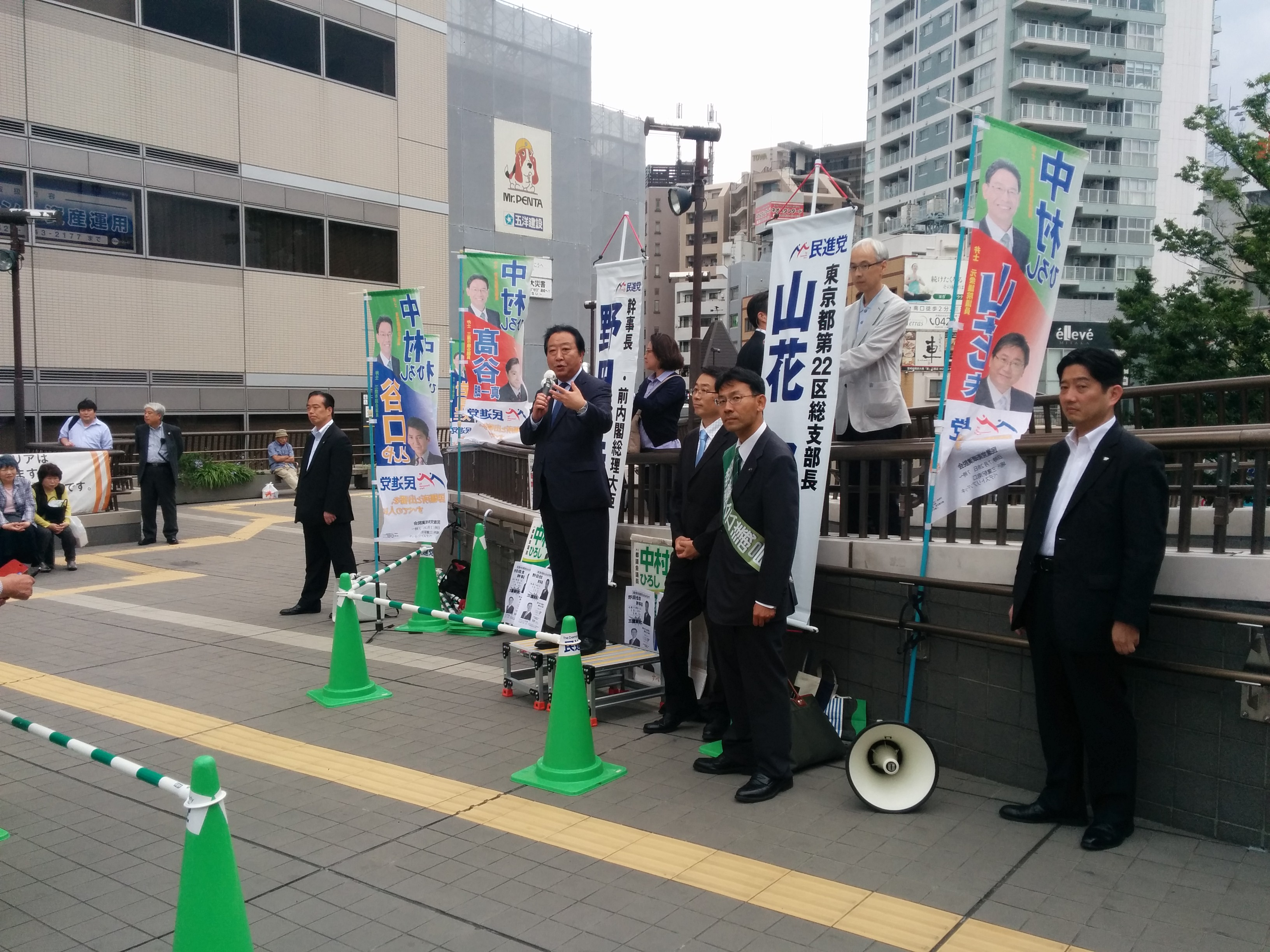
Noda tại vận động tranh cử ở Mikata, 18 tháng 6 năm 2017.
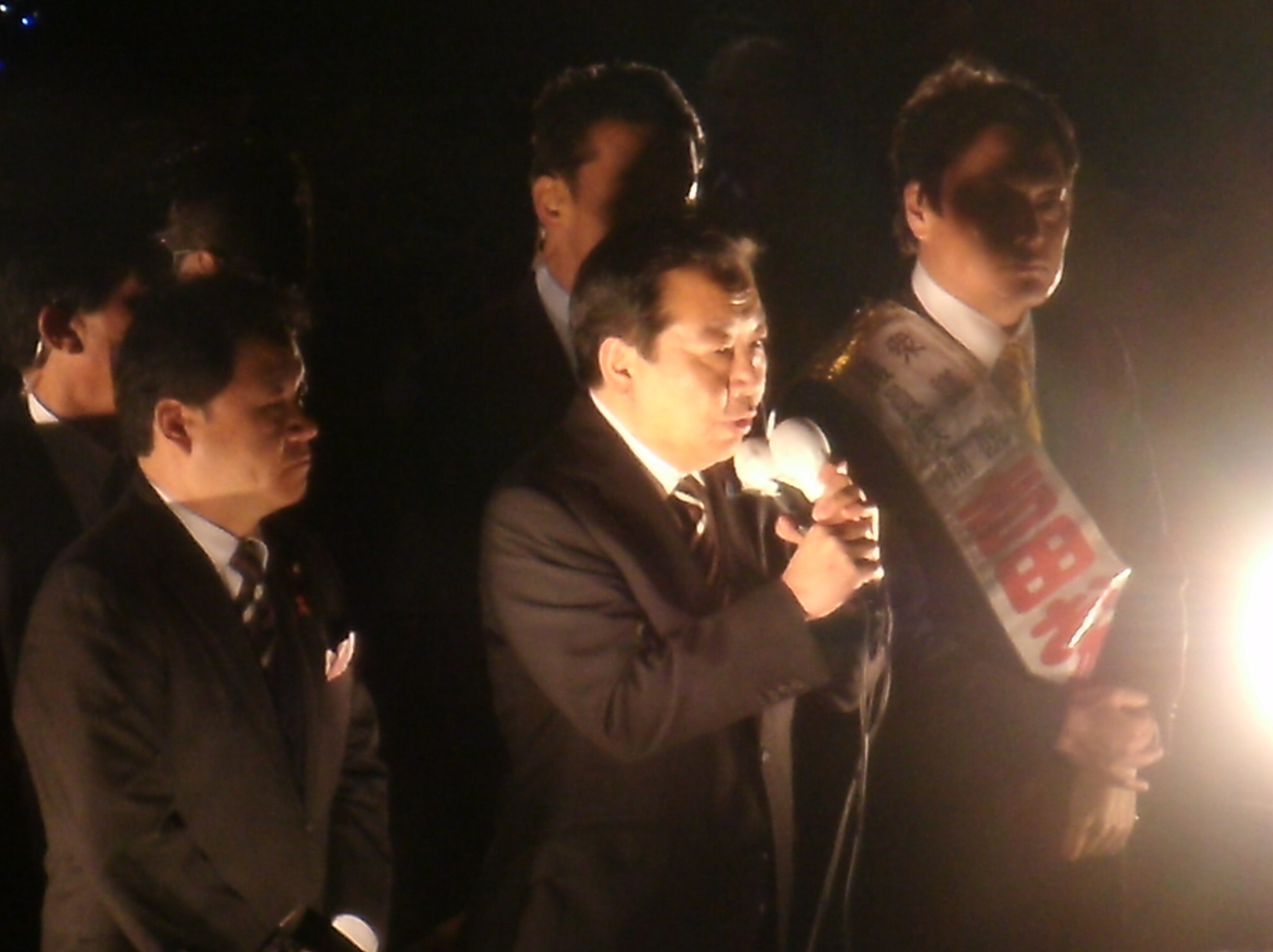
Noda vận động tranh cử ở Umeda, 14 tháng 12 năm 2012.
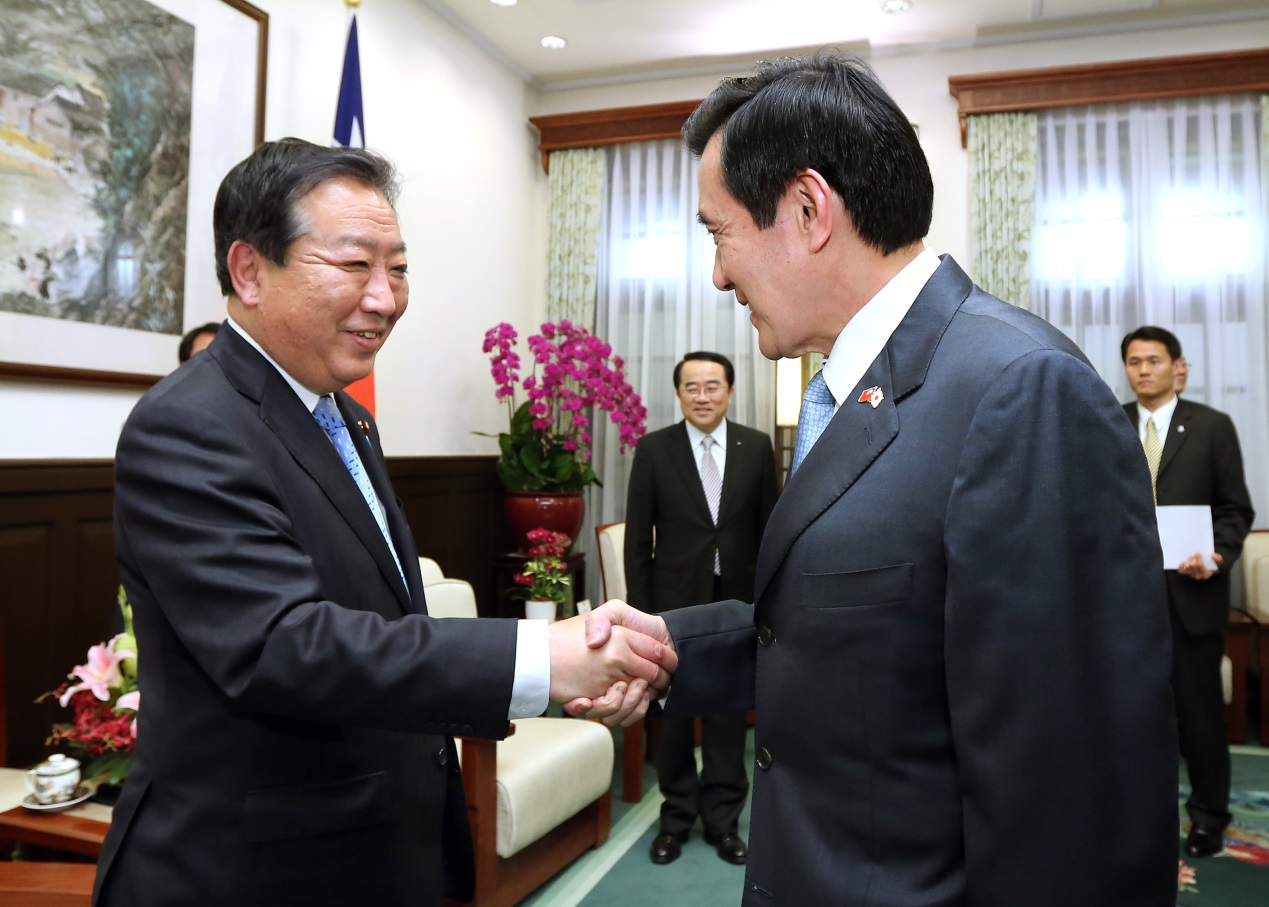
Noda và Tổng thống Đài Loan Mã Anh Cửu, 1 tháng 5 năm 2015.